# Ovo de dinossauro

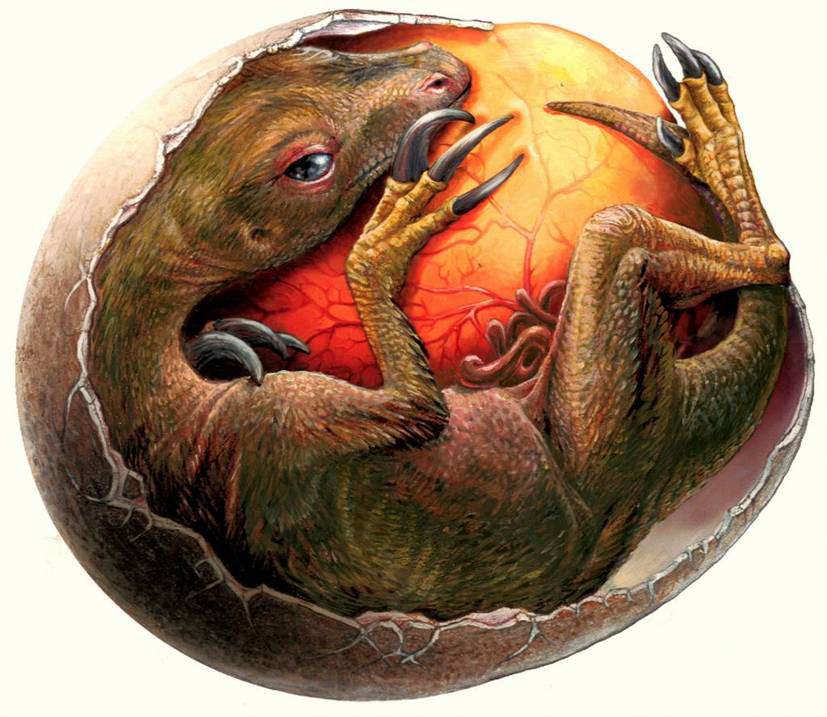
Desenho de um interior de ovo de Terizinossauro

Os exemplares de ovos de dinossauros atualmente vistos se encontram em estado fossilizado, uma vez que os dinossauros foram extintos há milhões de anos. Oferecem pistas sobre a vida e o comportamento dos dinossauros. Em alguns casos os embriões estão preservados e podem ser estudados.
São conhecidos 200 sítios arqueológicos ao redor do mundo onde foram descobertos ovos(fossilizados) de dinossauros fossilizados. Estão principalmente na Ásia, em rochas da superfície formadas no Cretáceo. Nesse período (de 145 a 66 milhões de anos atrás) cascas de calcita foram desenvolvidas. A maioria desses ovos fósseis possuem formas distintas de cascas quando comparadas aos dos animais modernos, tais como as tartarugas ou pássaros. Contudo, alguns poucos se aproximam do formato dos ovos de pássaros, particularmente dos de avestruzes.

## História

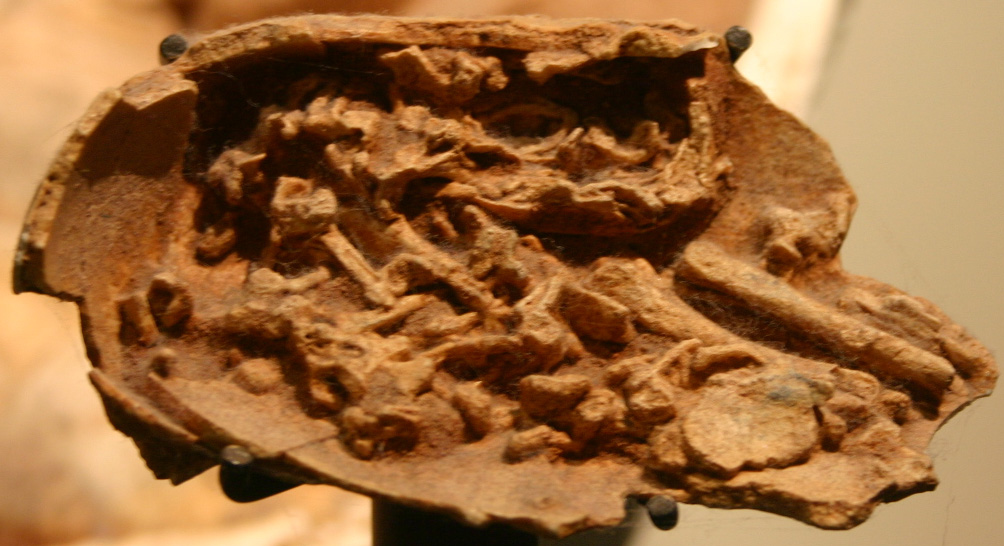
Fragmento de casca de ovo de Citipati com o embrião preservado, exemplar pertencente ao Museu Americano de História Natural.

A primeira descoberta verdadeira de um ovo de dinossauro aconteceu em 1859 num lugar no sudeste da França, pelo padre católico Jean Jacques Pouech. Eram de pássaros gigantescos. Ovos mais preservados foram encontrados em 1869 por Matheron. Ele acreditava que eram de crocodilos gigantes.
Em 1877, Paul Gervais publicou o primeiro estudo detalhado desses ovos, sugerindo que poderiam ser de dinossauros. Atualmente são identificados como do grupo Saurópodes, da espécie chamada Hipselossauro.

## Tamanho
Os ovos de dinossauros variam de tamanho, dependendo da espécie. A maioria dos ovos maiores são fósseis coletados na década de 1990, em rochas do Cretáceo existentes na China. Eles possuem 60 cm de longitude e 20 cm de diâmetro.

## Tipos

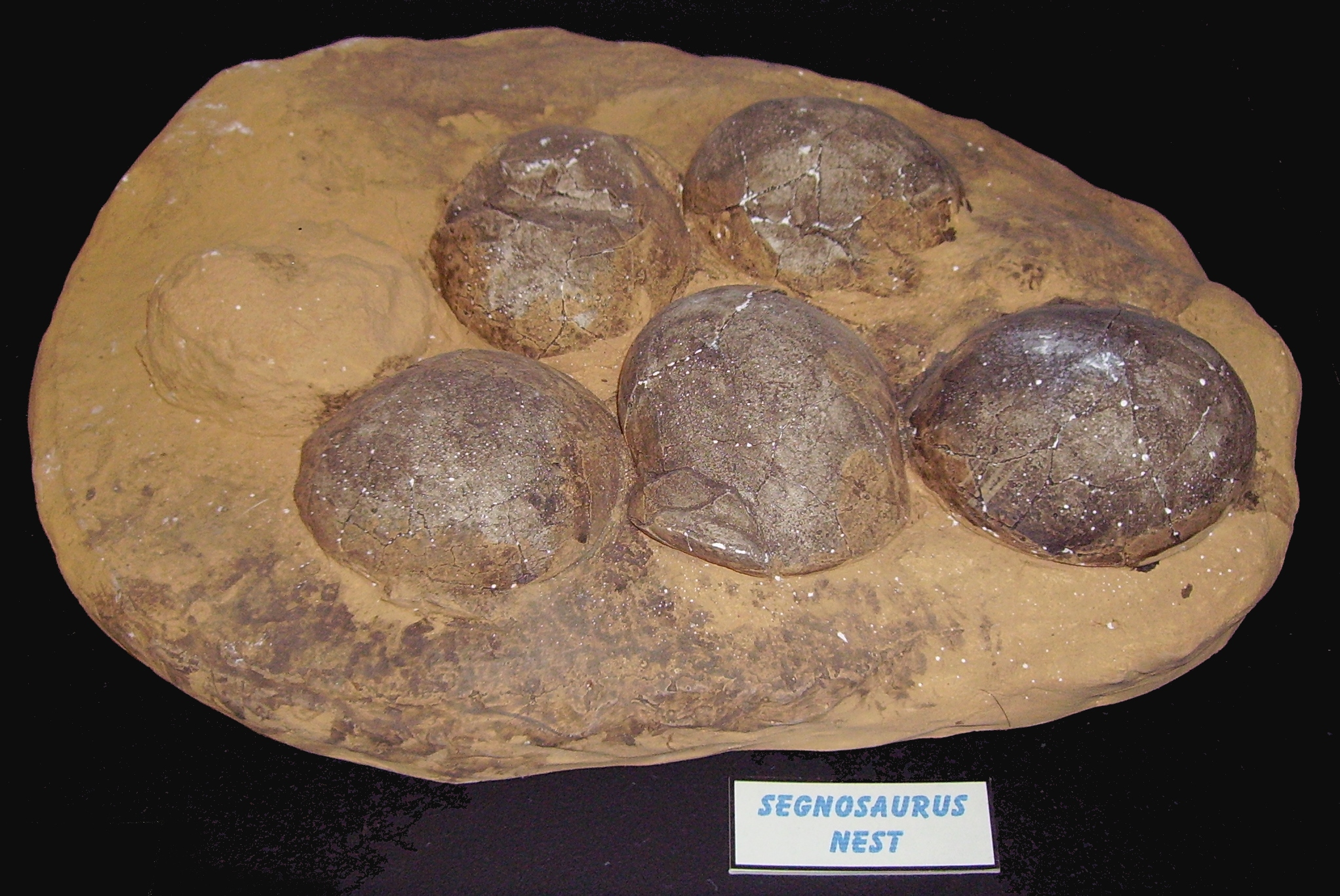
Ninho com ovos de Terizinossauro em Dinosaurland, Lyme Regis (Inglaterra)

A estrutura dos ovos consistem em uma série de unidades verticais que crescem em determinados locais da superfície da casca. A organização dessas unidades determinam a sua classificação, que podem ser esferulíticas ou prismáticas:
- Ovos de casca esferolítica possuem uma estrutura esférica cristalizada e são vistos em exemplares de Saurópodes e Hadrossauros.
- Ovos de casca prismáticas crescem com cristais esféricos apenas na parte inferior da casca, enquanto os cristais na porção superior são em formato de prismas.
- Ovos ornitóides (também vistos em pássaros) são geralmente de Terópodos. Nesse tipo apenas parte da casca é formada de unidades separadas (mammilae). A parte superior e o meio da casca consistem de material biocristalizado com uma película esponjosa formadora de uma camada homogênea.[1]

## Oogenera
Oogenera são nomes da taxonomia para os tipos de casca de ovos. Cerca de três duzias de nomes foram dados aos ovos de dinossauro:
| - Apheloolithus - "Alvarezsauridae" - Boletuoolithus - Cairanoolithus - Continuoolithus - Dendroolithus - Dictyoolithus - Dughioolithus - Ellipsoolithus | - Elongatoolithus - Faveoolithus - Heishanoolithus - Macroolithus - Macroelongatoolithus - Megaloolithus - Nanshiungoolithus - Ovaloolithus | - Paraspheroolithus - Phaceloolithus - Placoolithus - Preprismatoolithus - Prismatoolithus - Protoceratopsidovum - Shixingoolithus - Sphaerovum | - Spheroolithus - Spheruprismatoolithus - Spongioolithus - Stromatoolithus - Subtiliolithus - Tacumarembovum - Trachoolithus - Youngoolithus |